# The Princess Bride (phim)
The Princess Bride (tạm dịch: Nàng dâu công chúa) là phim điện ảnh hài lãng mạn và kỳ ảo do Mỹ sản xuất năm 1987. Đạo diễn kiêm đồng sản xuất phim là Rob Reiner. Các diễn viên chính trong phim gồm Cary Elwes, Robin Wright, Mandy Patinkin, Chris Sarandon, Wallace Shawn, André the Giant và Christopher Guest.